# Aksel Andersen (landskabsarkitekt)
Aksel Stokholm Andersen (født 29. januar 1903 i Ringkøbing, død 19. juli 1952 i Charlottenlund) var en dansk landskabs- og havearkitekt.
Aksel Andersen var uddannet gartner. Fra 1930 til 1946 var han ansat ved stadsgartneren i København og delvis synkront, 1936-1945 som medarbejder hos landskabsarkitekt G.N. Brandt. I november 1946 efterfulgte han G. N. Brandt som stadsgartner i Gentofte Kommune og fortsatte her til sin tidlige død. Brandt inspirerede ham i arbejdet med terræn og planter, dog vægtede Andersen mere farver og romantik.
Han var fra 1946 medlem af Akademirådets udvalg for havekunst.
Et af hans markante værker er Mindelunden i Ryvangen, hvor Aksel Andersen formåede at kombinere et moderne parkanlæg med eksisterende bevoksning.

## Værker

### Sammen med G.N. Brandt
- Haven ved Fredensborg Store Kro (1938–1942)
- Radiohusets taghave, Frederiksberg (1940–1941)
- Friarealerne ved udvidelsen af Københavns Universitet på Nørre Fælled (1940–1941)
- Springvandsterrassen ved søen i Tivoli (1943)
- Restaureringen og forenklingen af haven ved Marienlyst Slot i Helsingør (1944)

### Som stadsgartner i Gentofte Kommune
- Holmehaven
- Dyssegårdsparken
- Stianlæg ved Gentofte Sø
- Omdannelse af Charlottenlund Fort til folkepark, strandpark og campingplads.
- Grønne områder ved Skovgårdsskolen (1951)

### Som privat landskabsarkitekt
- Søndergårdsparken i Bagsværd (1940 og 1950)
- Mindelunden i Ryvangen (med Kaj Gottlob, 1950)
- Carlsro i Rødovre (med J. Palle Schmidt, 1951–1957)
- Bredalsparken i Hvidovre (med J. Palle Schmidt, 1949–1955)
- Islevvænge (1959)